# Antillonirvana turnbowi
Antillonirvana turnbowi är en insektsart som beskrevs av Dietrich 2004. Antillonirvana turnbowi ingår i släktet Antillonirvana och familjen dvärgstritar. Inga underarter finns listade i Catalogue of Life.